# Ammophila filata
Ammophila filata är en biart som beskrevs av Walker 1871. Ammophila filata ingår i släktet Ammophila och familjen grävsteklar. Inga underarter finns listade i Catalogue of Life.